# Lulatsch
Der Begriff Lulatsch bezeichnet im deutschsprachigen Raum einen schlurfenden, eher großen Menschen, dessen Körperhaltung nicht gut ist. Während der erste  Teil des Wortes etymologisch ungeklärt ist, bezeichnete man mit Latsch im 19. Jahrhundert einen schlampig gehenden, unbeholfenen Kerl. Als langer Lulatsch wird meist eine schlaksig wirkende, große Person bezeichnet.
Auch der Begriff Flabes wird gelegentlich im Sinne von Lulatsch verwendet.
Der Berliner Funkturm wird ebenfalls als „Langer Lulatsch“ bezeichnet.
Im oberdeutschen Sprachraum, hauptsächlich in Österreich, Bayern und Teilen des Alemannischen sowie im Pfälzischen, ist auch die Bezeichnung Lackel verbreitet.